# 馬倫戈 (紐約州)
馬倫戈（英語：Marengo）是位於美國紐約州韋恩縣的非建制地區。

## 歷史
馬倫戈的郵局於1823年設立，其後於1901年停運。

## 地理
馬倫戈所處的海拔為高於海平面128米（即420英呎），而該地所採用的時區為UTC-5，即北美东部时区（EST）。同時該地設有夏令時間，為UTC-5調快一小時，即UTC-4（EDT）。